# Argentina Open 2024 - Qualificazioni singolare
Le qualificazioni del singolare del Argentina Open 2024 sono state un torneo di tennis preliminare per accedere alla fase finale della manifestazione. I vincitori dell'ultimo turno sono entrati di diritto nel tabellone principale. In caso di ritiro di uno o più giocatori aventi diritto a questi sono subentrati i lucky loser, ossia i giocatori che hanno perso nell'ultimo turno ma che avevano una classifica più alta rispetto agli altri partecipanti che avevano comunque perso nel turno finale.

## Teste di serie
1. Jaume Munar (primo turno)
2. Daniel Elahi Galán (qualificato)
3. Albert Ramos Viñolas (primo turno)
4. Pedro Martínez (ritirato)

1. Marcelo Tomás Barrios Vera (primo turno)
2. Hugo Dellien (ultimo turno)
3. Mariano Navone (qualificato)
4. Thiago Monteiro (ultimo turno)

## Qualificati
1. Camilo Ugo Carabelli
2. Daniel Elahi Galán

1. Mariano Navone
2. Andrea Vavassori

## Tabellone

### Legenda
| - Q = Qualificato - WC = Wild card - LL = Lucky loser | - ALT = Alternate - SE = Special Exempt - PR = Protected Ranking | - w/o = Walkover - r = Ritirato - d = Squalificato |

### Sezione 1
|  | Primo turno | Primo turno             | Primo turno             | Primo turno | Primo turno |  |  | Ultimo turno | Ultimo turno         | Ultimo turno | Ultimo turno | Ultimo turno |  |
|  |             |                         |                         |             |             |  |  |              |                      |              |              |              |  |
|  | 1           | Jaume Munar             | Jaume Munar             | 2           | 64          |  |  |              |                      |              |              |              |  |
|  | WC          | Camilo Ugo Carabelli    | Camilo Ugo Carabelli    | 6           | 7           |  |  | WC           | Camilo Ugo Carabelli | 4            | 7            | 6            |  |
|  | WC          | Román Andrés Burruchaga | Román Andrés Burruchaga | 0           | 1           |  |  | 6            | Hugo Dellien         | 6            | 63           | 3            |  |
|  | 6           | Hugo Dellien            | Hugo Dellien            | 6           | 6           |  |  |              |                      |              |              |              |  |

### Sezione 2
|  | Primo turno | Primo turno                | Primo turno                | Primo turno | Primo turno |  |  | Ultimo turno | Ultimo turno       | Ultimo turno | Ultimo turno | Ultimo turno |  |
|  |             |                            |                            |             |             |  |  |              |                    |              |              |              |  |
|  | 2           | Daniel Elahi Galán         | Daniel Elahi Galán         | 6           | 7           |  |  |              |                    |              |              |              |  |
|  |             | Alex Molčan                | Alex Molčan                | 3           | 6           |  |  | 2            | Daniel Elahi Galán | 6            | 5            | 6            |  |
|  |             | Francisco Comesaña         | Francisco Comesaña         | 6           | 6           |  |  |              | Francisco Comesaña | 3            | 7            | 2            |  |
|  | 5           | Marcelo Tomás Barrios Vera | Marcelo Tomás Barrios Vera | 3           | 4           |  |  |              |                    |              |              |              |  |

### Sezione 3
|  | Primo turno | Primo turno           | Primo turno           | Primo turno | Primo turno |  |  | Ultimo turno | Ultimo turno          | Ultimo turno | Ultimo turno | Ultimo turno |  |
|  |             |                       |                       |             |             |  |  |              |                       |              |              |              |  |
|  | 3           | Albert Ramos Viñolas  | Albert Ramos Viñolas  | 1           | 4           |  |  |              |                       |              |              |              |  |
|  | Alt         | Felipe Meligeni Alves | Felipe Meligeni Alves | 6           | 6           |  |  | Alt          | Felipe Meligeni Alves | 6            | 1            | 4            |  |
|  |             | Corentin Moutet       | 7                     | 2           | 2           |  |  | 7            | Mariano Navone        | 4            | 6            | 6            |  |
|  | 7           | Mariano Navone        | 5                     | 6           | 6           |  |  |              |                       |              |              |              |  |

### Sezione 4
|  | Primo turno | Primo turno           | Primo turno       | Primo turno | Primo turno |  |  | Ultimo turno | Ultimo turno     | Ultimo turno     | Ultimo turno | Ultimo turno |  |
|  |             |                       |                   |             |             |  |  |              |                  |                  |              |              |  |
|  | Alt         | Andrea Pellegrino     | Andrea Pellegrino | 1           | 61          |  |  |              |                  |                  |              |              |  |
|  | Alt         | Andrea Vavassori      | Andrea Vavassori  | 6           | 7           |  |  | Alt          | Andrea Vavassori | Andrea Vavassori | 6            | 7            |  |
|  |             | Juan Manuel Cerúndolo | 6                 | 4           | 2           |  |  | 8            | Thiago Monteiro  | Thiago Monteiro  | 4            | 65           |  |
|  | 8           | Thiago Monteiro       | 4                 | 6           | 6           |  |  |              |                  |                  |              |              |  |